# 러셀 나이피
러셀 나이피(Russell Nype, 1924년 4월 26일 ~ 2018년 5월 27일)는 미국의 가수, 배우, 텔레비전 배우, 연극 배우이다.
자이언에서 태어났으며 웨스트팜비치에서 사망하였다. 사인은 질병이다. 

## 영화
- 미궁 속의 사랑 (1986년)
- 제3의 공포 (1985년)
- 음악은 멈출 수 없어 (1980년)
- 꿈꾸는 낙원 (1978년)
- 러브 스토리 (1970년) - 딘 톰슨 역